# Dietrich Kampf
Pour les articles homonymes, voir Kampf.
Dietrich Kampf, né le 3 avril 1953 à Oberwiesenthal, est un sauteur à ski est-allemand.

## Biographie
En 1973, il se classe quatrième des Championnats du monde de vol à ski à Oberstdorf
Aux Championnats du monde 1974 à Falun, il remporte la médaille d'argent sur le petit tremplin derrière Hans-Georg Aschenbach, soit le meilleur résultat de sa carrière. Cela suit sa meilleure performance sur la Tournée des quatre tremplins, dont il occupe le sixième rang final et la troisième place sur la manche de Garmisch-Partenkirchen, lieu même où il a fini deuxième l'hiver précédant.
Il compte deux autres participations dans cette compétition en 1974-1975 et 1975-1976.

## Palmarès

### Championnats du monde
| Épreuve / Édition | Falun 1974 |
| Petit tremplin    | Argent     |

### Championnats du monde de vol à ski
| Épreuve / Édition | Oberstdorf 1973 |
| Individuel        | 4e              |

### Tournée des quatre tremplins
- 6e en 1973-1974.
- 2 podiums d'étapes.